# David Tsimakuridze
David Tsimakuridze, né le 29 mars 1925 et mort le 9 mai 2006 à Tbilissi, est un lutteur soviétique spécialiste de la lutte libre.

## Carrière
David Tsimakuridze participe aux Jeux olympiques d'été de 1952 à Helsinki et remporte la médaille d'or dans la catégorie de poids moyens.